# 정운복
정운복(鄭雲復, 1870년 8월 ~ 1920년 12월 5일)은 대한제국과 일제강점기의 언론인으로, 호는 극재(克齋)이며 소설가 정인택의 아버지이다.

## 생애
황해도 평산에서 출생하였으며 지난날 한때 평안북도 의주에서 잠시 유아기를 보낸 적이 있는 그는 아직 10대 시절 일본에 유학하여 오사카 상업학교를 졸업하였고, 1897년 영국으로 유학을 떠나 유럽 지역을 돌아보는 등 당시로서는 드문 경험을 한 뒤 1899년 귀국했다.
정운복은 귀국 후 친일 개화파로 활동하다가 흑산도로 유배되어 3년간 귀양살이를 하였으며, 1904년 사면 조치로 상경하게 되었다. 이때부터 탁월한 일본어 실력을 바탕으로 러일 전쟁에서 일본군을 도왔고, 공진회 회장, 대한자강회와 대한협회 회원 등으로 활발히 계몽 운동에 참여했다. 러일 전쟁 때의 공로는 통감부가 인정하여 1908년 은사금 30엔을 받았다. 정운복은 초대 통감인 이토 히로부미와 관계가 돈독했던 것으로 알려져 있다.
1906년에는 이갑과 함께 서북학회를 조직하였고, 같은 해 《경성일보》의 한글판 주필을 맡으며 언론계에 입문했다. 일본인이 사장을 맡은 이 신문은 일본의 순조로운 대한제국 합병을 위한 선전용 언론이었다. 이듬해 《제국신문》 주필이 되었고, 한일 병합 조약 체결 전 공공연히 한국은 일본의 도움이 없으면 서양 강국에게 점령당하니 일본의 동정을 구해야 한다면서 한일 병합을 지지하는 발언을 했다. 이러한 발언은 이토 히로부미 장례식 등에서 계속되었다.
정운복은 한일 병합 전부터 일본의 돈을 받는 정탐꾼이라는 세평이 있었는데, 1918년에는 정식으로 조선총독부의 경무부 촉탁으로 임명되었다. 같은 해 매일신보 주최의 일본구주시찰단 부단장으로 시찰을 다녀오기도 했다. 그는 일본의 신사를 시찰한 뒤 연설을 통해 일선융화(日鮮融和)와 같은 조선총독부의 논리를 그대로 홍보했다. 친일 활동에 대한 세평은 좋지 않아 3·1 운동 직후인 1919년 5월에 김동순과 윤익중, 김상옥 등이 친일파 밀정으로 이름이 알려진 정운복과 민원식, 친일 경찰 김태석을 암살하려는 암살단을 조직했다가 살해 미수에 그치는 사건이 발생했을 정도였다.
이후 의친왕의 상하이 망명을 계획한 대동단의 전협을 의친왕과 연결시켜주었다가 발각되어 조사를 받았다. 수사 과정에서 정운복은 일제 경찰에 적극 협력했다. 조서에 따르면 정운복은 일본으로부터의 독립을 논하는 대동단원들 앞에서 마치 독립에 찬성하는 것처럼 꾸몄다가 얼결에 의친왕과 함께 상하이로 끌려갈 뻔했으며, 탈출 계획을 고발하려고 기회를 엿보던 중 일제 경찰에 의해 구출되었다고 진술했다. 정운복의 협조에 따라 전협, 한기동, 송세호 등 이 사건 주동자들이 체포되어 복역했다.

## 사후
서북학회 시절에 한일 병합 성사를 위해 상소를 올린 공을 인정받아 흑룡회가 1934년 건립한 일한합방기념탑에 이름이 새겨졌다. 2006년 친일반민족행위진상규명위원회가 발표한 친일반민족행위 106인 명단 중 학술 부문에 포함되었다. 2008년 발표된 민족문제연구소의 친일인명사전 수록예정자 명단에도 들어 있다.

## 같이 보기
- 제국신문
- 대동단 사건
- 정인택

## 참고자료
- 친일반민족행위진상규명위원회 (2006년 12월). 〈정운복〉 (PDF). 《2006년도 조사보고서 II - 친일반민족행위결정이유서》. 서울. 957~967쪽쪽. 발간등록번호 11-1560010-0000002-10. [깨진 링크(과거 내용 찾기)]